# Sacra Famiglia con santa Caterina d'Alessandria
La Sacra Famiglia con santa Caterina d'Alessandria è un dipinto a olio su tela (81,5x115,3 cm) di Lorenzo Lotto, datato 1533 e conservato nell'Accademia Carrara a Bergamo. È datato e firmato "Laurentius Lotus 1533".

## Storia
Il 1533 è l'anno in cui Lotto abbandonò Venezia per stabilirsi nelle Marche. Il dipinto, a  giudicare dal formato, doveva essere stato prodotto per un committente privato, destinato a una cappella in un palazzo. Si sa che nel 1829 era stato acquistato dal conte Guglielmo Lochis, le cui raccolte nel 1866 passarono all'accademia bergamasca.
Del soggetto si conoscono sei repliche, tutte considerate successive: Caterina d'Alessandria, santa aristocratica, dovette riscuotere un particolare successo presso la committenza.

## Descrizione e stile
La Sacra Famiglia si trova tutta spostata a sinistra, con una di quella asimmetrie che vivacizzano spesso le opere di Lotto. Al centro san Giuseppe alza un velo per mostrare il Bambino addormentato su un drappo poggiato su una pietra (allusione al sarcofago di Cristo) a Caterina d'Alessandria, che si trova inginocchiata in preghiera a destra, leggermente sottodimensionata. Il gesto è quello della "rivelazione", e allude alla scoperta del sudario: lo stesso sonno era una prefigurazione della morte.
In secondo piano compare, ben riconoscibile, un fico, che con le sue foglie ed i suoi frutti ricorda il peccato originale, e dà la chiave di lettura del sacrificio di Cristo prefigurato in primo piano. Maria inoltre sta leggendo le Sacre Scritture e sembra trovarvi conferma delle tristi profezie sul figlio, facendo un gesto di sorpresa, da alcuni interpretato anche come un desiderio di proteggere la pace del figlio, quindi come una nota di quotidianità. Notevole è comunque l'intreccio di sguardi e gesti.
Dietro Giuseppe le fronde si aprono a incorniciare un lontano paesaggio di una valle con un fiume sinuoso che finisce in mare.
La luce fredda contrasta con i colori dissonanti, allontanandosi con decisione dai modi di Tiziano, dominanti a Venezia.